# Bunkier Wollenberg

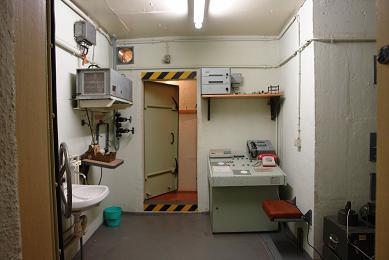

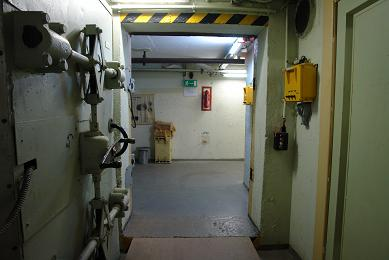

Bunkier Wollenberg (niem. Bunker Wollenberg, Troposphärenfunkstation 301) – bunkier w okolicach Bad Freienwalde (Oder), powiat  Märkisch-Oderland, land Brandenburgia.

## H istoria miejsca
Został wzniesiony w okresie Niemieckiej Republiki Demokratycznej w latach 80. jako Troposphärenfunkstation 301 - jeden z trzech bunkrów tego typu (302 - Bunkier Eichental w Meklemburgii-Pomorzu Przednim, 302 - Bunkier Röhrsdorf w Saksonii).
Obecnie bunkier jest w prywatnych rękach, administrowany przez stowarzyszenie Militärhistorisches Sonderobjekt 301 Wollenberg e. V..

## Galeria

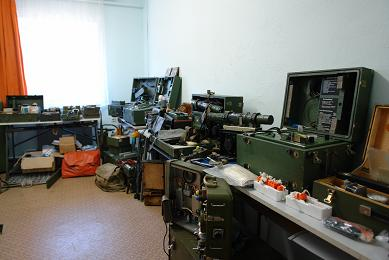
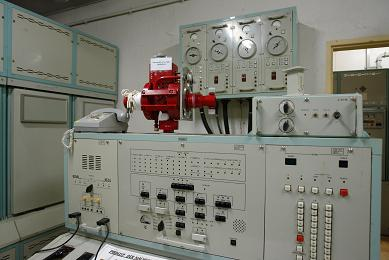
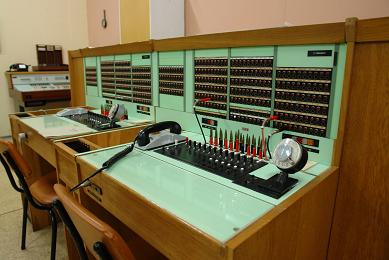